# هیراکا، آئوموری
هیراکا، آئوموری (به لاتین: Hiraka) یک منطقهٔ مسکونی در ژاپن است که در ناحیه توهوکو واقع شده‌است. هیراکا ۲۲٬۰۵۳ نفر جمعیت دارد.